# Nomada micheneri
Nomada micheneri är en biart som beskrevs av Schwarz och Gusenleitner 2004. Nomada micheneri ingår i släktet gökbin, och familjen långtungebin. Inga underarter finns listade i Catalogue of Life.